# Cartas a los años de nostalgia (1997)
Cartas a los años de nostalgia (懐かしい年への手紙, Natsukashii toshi e no tegami) es una novela del Premio Nobel de Literatura de 1994 Kenzaburō Ōe, la cual relata la historia de los sucesos acaecidos desde antes de su entrada a la universidad hasta los ulteriores años como celebridad. Utiliza como plataforma de fondo a la Divina comedia, de Dante Alighieri, y demarca lo que es su gusto por la literatura de Malcolm Lowry. Esta obra traza una línea temporal/real de la vida del autor y concluye con los planteamientos existenciales que siempre están presentes en Ōe.
- Datos: Q4363732